# المختار ولد أجاي
المختار ولد أجّاي (من مواليد 28 ديسمبر 1973) سياسي ووزير موريتاني يشغل منصب الوزير الأول (رئيس الوزراء) السابع عشر للبلاد منذ تكليفه بالمنصب من طرف الرئيس محمد ولد الغزواني يوم 2 أغسطس عام 2024. وكان يشغل قبلها مباشرة منصب مدير ديوان الرئيس الغزواني، وقد سبق له العمل مديرا للشركة الوطنية للصناعة والمناجم (سنيم) التي تعتبر أكبر شركة موريتانية على الإطلاق وثاني أكبر شركات الحديد في إفريقيا، كما عمل مديرا للضرائب ثم وزيرا للمالية والاقتصاد في عهد الرئيس السابق محمد ولد عبد العزيز.

## المسيرة المهنية والسياسية

### الوزارة الأولى وتشكيل الحكومة
بعد فوز الرئيس محمد ولد الغزواني في الانتخابات الرئاسية 2024 وتنصيبه لولاية ثانية عيّن ولد اجّاي وزيرا أول يوم 2 أغسطس وكلّفه بتشكيل الحكومة، وبعد ثلاثة أيام أُعلن عن تشكيلة الحكومة الجديدة يوم 5 أغسطس 2024، وضمّت 29 وزيرا، من بينهم 17 وزيرا جديدا على الحكومة، فيما بقية الوزارت السيادية الأربع (العدل والدفاع والداخلية والخارجية) على حالها دون تغيير وزرائها عن الحكومة السابقة، وتضمنت الحكومة الجديدة تغيير أسماء بعض الوزارات والاختصاصات المسندة إلى الوزراء. وجاءت كالآتي:
| #  | الوزير                    | الوزارة                                                                          | العمر  | الولاية      |
| -- | ------------------------- | -------------------------------------------------------------------------------- | ------ | ------------ |
| 1  | محمد محمود ولد بيه        | وزير العدل                                                                       | 64 سنة | الحوض الشرقي |
| 2  | محمد سالم ولد مرزوك       | وزير الشؤون الخارجية والتعاون الإفريقي والموريتانيين في الخارج                   | غ/م    | لعصابه       |
| 3  | حننه ولد سيدي             | وزير الدفاع وشؤون المتقاعدين وأبناء الشهداء                                      | 68 سنة | الحوض الشرقي |
| 4  | محمد أحمد ولد محمد الأمين | وزير الداخلية وترقية اللامركزية والتنمية المحلية                                 | 64 سنة | لعصابه       |
| 5  | سيد أحمد ولد ابُّوهْ         | وزير الاقتصاد والمالية                                                           | 52 سنة | تكانت        |
| 6  | سيدي يحيى شيخنا لمرابط    | وزير الشؤون الإسلامية (الأوقاف)                                                  | 54 سنة | الحوض الغربي |
| 7  | لام الحسين                | الوزير المكلف بالأمانة العامة للحكومة                                            | 63 سنة | لبراكنه      |
| 8  | محمد عبد الله لولي        | وزيرا لتمكين الشباب والرياضة والخدمة المدنية                                     | 44 سنة | الترارزه     |
| 9  | ماء العينين ولد أييه      | وزير التكوين المهني والصناعة التقليدية والحرف                                    | 55 سنة | آدرار        |
| 10 | هدى باباه                 | وزيرة التربية                                                                    | 41 سنة | نواكشوط      |
| 11 | يعقوب أمين                | وزير التعليم العالي والبحث العلمي                                                | 53 سنة | لعصابه       |
| 12 | الدكتور عبد الله ولد وديه | وزير الصحة                                                                       | 63 سنة | الترارزه     |
| 13 | محمد ولد اسويدات          | وزير الوظيفة العمومية والشغل                                                     | 48 سنة | لبراكنه      |
| 14 | أحمد سالم ابده            | وزير التحول الرقمي وعصرنة الإدارة                                                | 43 سنة | الترارزه     |
| 15 | محمد خالد                 | وزيرا الطاقة والنفط                                                              | 48 سنة | نواكشوط      |
| 16 | تيام تيجاني               | وزيرا المعادن والصناعة                                                           | 41 سنة | تيرس الزمّور  |
| 17 | الفضيل سيداتي             | وزير الصيد والبنى التحية البحرية                                                 |        |              |
| 18 | أممه بيباته               | وزير الزراعة والسيادة الغذائية                                                   | 60 سنة | آدرار        |
| 19 | المختار كاكيه             | وزير التنمية الحيوانية                                                           | 53 سنة | نواكشوط      |
| 20 | المختار أحمد بوسيف        | وزير العقارات وأملاك الدولة والإصلاح العقاري                                     | 51 سنة |              |
| 21 | زينب بنت أحمدناه          | وزيرة التجارة والسياحة                                                           | 47 سنة | الترارزة     |
| 22 | نيانغ مامادو              | وزير الإصلاح الترابي والإسكان والعمران                                           | 62 سنة | كوركول       |
| 23 | اعلي الفيرك               | وزير التجهيز والنقل                                                              | 56 سنة |              |
| 24 | أمال مولود                | وزيرة المياه والصرف الصحي                                                        | 41 سنة |              |
| 25 | الحسين ولد مدو            | وزير الثقافة والفنون والاتصال والعلاقات مع البرلمان (الناطق الرسمي باسم الحكومة) |        | لعصابه       |
| 26 | صفيه انتهاه               | وزيرة الطفولة والأسرة                                                            |        |              |
| 27 | مسعودة بحام               | وزيرة البيئة والتنمية المستدامة                                                  |        |              |
| 28 | يعقوب سالم فال            | الوزير المنتدب لدى وزير الداخلية                                                 |        |              |
| 29 | كوديرو هارونا             | الوزير المنتدب لدى وزير الاقتصاد والمالية مكلفا بالميزانية                       |        |              |